# سفت‌کنه
سفت‌کنه (نام علمی: Ixodes) نام یک سرده از تیره کنه‌های سفت است.